# شق جفني
الشق الجفني هو المسافة الإهليلجية الشكل بين اللحاظ «الزَّاوية الوحشية للعين» والموق «الزاوية الإنسيَّةُ للعَيْن» بين الجفنين عندما يكونا مفتوحين. بعباراتٍ بسيطة، فإنه يشير إلى الفتحة بين الجفون. في البالغين، يبلغ حجم الشق الجفني حوالي 10مم عموديا و30مم أفقيا.

## اختلافات

### التشوهات الخلقية
قد يقصُر حجم الشق الجفني أفقياً في متلازمة الجنين الكحولي ومتلازمة ويليام. أما في متلازمة داون وتثلث الصبغي 9 فإنهما يسببان ميلانًا عرضيًا في الشق الجفني والعكس في متلازمة مارفان.

### مكتسبة
يمكن أن يزيد الارتفاع العمودي للشق الجفني في داء غريفز، والذي يتجلى في علامة دالريمبل. وهو واحد من الأعراض العديدة للاضطرابات الوراثية مثل متلازمة المواء.
في الدراسات الحيوانية، باستخدام أربعة أضعاف التركيز العلاجي من محلول العيون لاتانوبروست، يمكن أن يزيد حجم الشق الجفني. الحالة قابلة للانعكاس. يعمل اللاتانوبروست كناهض لمستقبلات البروستاغلاندين.